# Potres u Hindukušu 2015.
Potres u Hindukušu 2015. bio je potres magnitude 7,5 po Richteru koji je pogodio područje Indijskog potkontintenta 26. listopada 2015. u 9:09 sati po Zapadnoeuropskom vremenu (UTC±0), odnosno u 13:39 sati po Afganistanskom vremenu (UTC+4:30). 40 minuta nakon potresa područje je ponovno pogodio manji potres magnitude 4,8 po Richteru, a nakon njega područje je pogodilo još dvanaest potresa magnitude 4,1 po Richteru. Epicentar potresa iznosio je 210 km.
Istoga dana, Pakistanske vlasti objavile su smrt 386 ljudi, uglavnom Pakistanaca. Osim u Pakistanu žrtava je bilo i u Tadžikistanu i Kirgistanu.

## Evakuacija stanovništva

### Pakistan
Na najgore pogođenom sjeveru Pakistana istoga dana vojne i civilne agencije bile su pokrenule opsežnu operaciju spašavanja i ubrzanog popravljanja cesta i putova kako bi se dospjelo do žrtava u nepristupačnim planinskim područjima. Premijer Pakistana Nawaz Sharif bio je pokrenuo sve respoložive snage javnog reda i mira, vojsku i policiju u službi potpune evakuacije stanovništva na pogođenom području.

### Afganistan
Predsjednik parlamenta Abdullah Abdullah sazvao je hitnu sjednicu kako bi sa zastupnicima raspravio o razmjerima katastrofe i daljnjim koracima ka stabilizaciji zemlje.

### Indija
Premijer Indije, Narendra Modi, kontaktirao je afganistanskog predsjednika Ashraf Ghania i pakistanskog premijera Nawaz Sharifa i ponudio pomoć.

### Ujedinjeni narodi
Glavni tajnik Ujedinjenih naroda Ban Ki-moon naredio je mobilizaciju i pružanje pomoći Pakistanu i Afganistanu.

## Vanjske poveznice
- Izvještaj s Američkog državnog geološkog instituta
- Tehnički izvještaj Državnog geofizičkog indijskog istraživačkog instituta  Arhivirana inačica izvorne stranice od 3. ožujka 2016. (Wayback Machine)